# Ying Ziying
Ying Ziying (嬴子婴; Yíng Zǐyīng), död 206 f.Kr. var den tredje regenten i den kinesiska Qindynastin. Ying Ziying regerade i 46 dagar i slutet av 207 f.Kr. innan dynastin föll.
Ying Ziying kröntes 207 f.Kr. till Kung av Qin (秦王) av den mäktiga eunucken Zhao Gao efter att Zhao Gao tvingat kejsar Qin Er Shi till självmord. Qindynastin hade vid den tiden fallit samman på grund av rebeller och flera av de tidigare feodalstaterna från epoken De stridande staterna hade utropat sig självständiga. Eftersom Qindynastin inte var det imperium det tidigare varit ansåg Zhao Gao att titeln kejsare inte var passande, så Ying Ziying fick nöja sig med att vara kung.
Ying Ziying anade att Zhao Gao själv planerade ta makten i riket så Ying Ziying mördade honom och utrotade hans familj. När rebellen och guvernören av Pei Liu Bang kom till huvudstaden Xianyang abdikerade Ying Ziying efter 46 dagar vid makten. När upprorsledaren och fältmarskalken Xiang Yu från Chu anlände till huvudstaden 206 f.Kr. mördade han Ying Ziying, alla prinsarna och dess släktingar. Qindynastin var därmed helt utplånad.

## Identifiering
Det är oklart vilket släktrelation som Ying Ziying hade med den tidigare kejsarmakten. Den klassiska historieskrivningen Shiji skriver att Ying Ziying var Qin Er Shis brorson. Andra källor identifierar honom som Er Shis son, kusin eller yngre bror.